# Hagaranahalli, Hunsur
Hagaranahalli là một làng thuộc tehsil Hunsur, huyện Mysore, bang Karnataka, Ấn Độ.